# Domino Lady

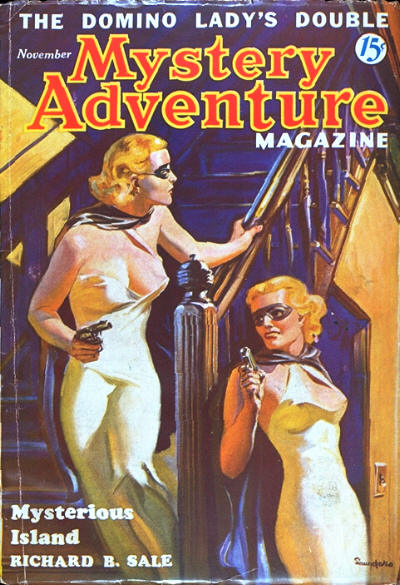
Aventura misteriosa, noviembre de 1936

Domino Lady (literalmente La Dama del Antifaz) era una heroína pulp enmascarada que apareció por primera vez en la edición de mayo de 1936 de la revista Saucy Romantic Adventures.
Moonstone Books, Airship 27 y Bold Venture Press están publicando historias nuevas de la Domino Lady, así como un cómic, en la nueva revista de ficción de pulp AWESOME Tales.

## Creación
Todas las historias de la Domino Lady se publicaron bajo el seudónimo de "Lars Anderson", propiedad del editor, Fiction Magazines. Se desconoce la verdadera identidad del autor.
Saucy Romantic Adventures era una revista de "spicy pulp", un género que típicamente presentaba historias cortas semipornográficas. Aunque a los escritores se les pagaba menos, el precio era más alto que el de una revista pulp típica. Esto se debía a una combinación de menor número de impresiones y dificultades en su venta. Por lo general, estas revistas se vendían "bajo el mostrador" a pedido del cliente.

## Personaje
La Domino Lady es en realidad Ellen Patrick, una socialite educada en la Universidad de Berkeley. Cuando su padre, el fiscal de distrito Owen Patrick, es asesinado, ella se pone un antifaz (en inglés una "máscara de dominó", de allí su nombre) y un vestido blanco de espalda al aire para vengarlo. Utilizaba una pistola .45 y una jeringa llena de un suero incapacitante, pero a menudo su mejor arma era su belleza, que a menudo distraía y fascinaba a sus oponentes, o que al menos los llevaba a que la subestimaran, permitiéndole burlarlos. Sin embargo, tales artimañas rara vez funcionaban contra adversarias femeninas.
Roba de sus objetivos, donando la mayor parte de las ganancias a la caridad después de deducir su parte, y deja una tarjeta de visita con las palabras "Cumplidos de parte de Domino Lady".

## Historias

### Aventuras originales
1. The Domino Lady Collects ( Saucy Romantic Adventures, mayo de 1936)
2. The Domino Lady Doubles Back ( Saucy Romantic Adventures, junio de 1936)
3. The Domino Lady's Handicap ( Saucy Romantic Adventures, julio de 1936)
4. Esmeraldas a Bordo ( Saucy Romantic Adventures, agosto de 1936)
5. Black Legion ( Saucy Romantic Adventures, octubre de 1936)
6. The Domino Lady's Double ( Revista Mystery Adventure, noviembre de 1936)

#### Reimpresiones
Se han hecho reimpresiones de las revistas pulp originales e historias individuales, como en Pulp Collector Press ' Pulp Review en 1992.
Las historias de Domino Lady se han reimpreso en un volumen, Compliments of the Domino Lady de Bold Venture Press, con portada de Jim Steranko (ISBN 1-887591-70-2 ).

### Aventuras modernas
Eros Comix ha publicado una serie de cómics de Domino Lady y Domino Lady's Jungle Adventure escritos por Ron Wilber. Fueron recopilados y reimpresos en 1995 como Eros Graphic Album Series No. 19: Domino Lady (ISBN 978-1560972174 ).
En 2009 Moonstone Books publicó Domino Lady: Sex as a Weapon, una colección de ocho nuevas historias ambientadas en la década de 1930 y editadas por Lori Gentile. Muchas historias involucran a Domino Lady formando equipo con otros personajes de ficción como Phantom y Sherlock Holmes.
En 2009 Moonstone también lanzó un cómic de Nancy Holder con arte de Steve Bryant.
En 2015, Airship 27 publicó Domino Lady Volume One con historias de Tim Bruckner, Kevin Findley, Greg Hatcher y Gene Moyers. Ilustrado por James Lyle. Portada de Fred Hammond.
2015 - "Pretenders to the Throne" de Rich Harvey, revista Awesome Tales, número 1, Bold Venture Press, 2015.
2015 - Domino Lady: Death on Exhibit por Rich Harvey, Bold Venture Press, 2015. El guion radiofónico completo (tres episodios) del drama radiofónico incompleto Domino Lady de Audio Comics Company.
En 2016, Airship 27 siguió con Domino Lady Volume Two con historias de Kevin Findley, Brad Mengel, Gene Moyers y Robert Ricci. Ilustrado por James Lyle. Portada de Fred Hammond.
También en 2016, Moonstone publicó Sherlock Holmes & Domino Lady, con historias de cómic e historias en prosa con personajes de Bobby Nash, Nancy Holder y James Chambers. Ilustrado por Scott Vaughn. Portada de Mike Fyles.
2017 - Give Them a Corpse (Part 1) por Rich Harvey, revista Awesome Tales, número 6, Bold Venture Press, 2017.
2018 - Give Them a Corpse (Part 2) por Rich Harvey, revista Awesome Tales, número 9, Bold Venture Press, 2018.
En 2019, Airship 27 regresó con Domino Lady Volume Three, con historias de Adam Mudman Bezecny, Gene Moyers, Brad Mengel y Samantha Lienhard. Ilustrado por James Lyle. Portada de Ted Hammond.

#### Audio
The AudioComics Company, una compañía de producción de audio dedicada a producir y distribuir dramas de audio profesionales con repartos completos adaptados de cómics independientes, novelas gráficas, webcomics y algún trabajo en prosa, anunció en 2011 que producirían una serie de historias de Domino Lady como parte de su línea "Pulp Adventures", lo que marca la primera vez que el personaje aparece en la radio. El primer episodio, "All's Fair in War", escrito por Rich Harvey y dirigido por el cofundador de AudioComics, Lance Roger Axt, se grabó en San Francisco en noviembre de 2011 con la actriz Karen Stilwell, la "Erotica Ann 333". original de la producción teatral de los años 80 Starstruck, como Ellen Patrick / Domino Lady. El trabajo fue lanzado exclusivamente como una descarga digital MP3 el 30 de abril de 2012 y está disponible para la venta en iTunes .